# Real Steel
Real Steel (titulada: Gigantes de acero en Hispanoamérica y Acero puro en España) es una película de acción, drama, aventura y ciencia ficción de 2011 dirigida por Shawn Levy y protagonizada por Hugh Jackman junto a Dakota Goyo y Evangeline Lilly.
La película está basada en el cuento de 1956 Acero, de Richard Matheson, que fue más tarde adaptado en un episodio de The Twilight Zone de 1963, aunque el guionista John Gatins reemplazó la configuración distópica de la historia con las ferias estatales de Estados Unidos. Real Steel estuvo en desarrollo durante varios años antes de que la producción comenzara el 24 de junio de 2010. El rodaje se llevó a cabo principalmente en el estado estadounidense de Míchigan. Los robots animatrónicos se construyeron para la película y la tecnología de captura de movimiento se utilizó para representar las peleas de robots y animatrónicos generados por ordenador.
Real Steel fue lanzada en cines por Touchstone Pictures en Australia el 6 de octubre de 2011 y en los Estados Unidos y Canadá el 7 de octubre de 2011, recaudando casi $300 millones en la taquilla y recibió críticas mixtas; con críticas por la naturaleza formulista de la trama, pero aun así elogiando los efectos visuales, las secuencias de acción y las actuaciones. La película fue nominada para el Óscar a los mejores efectos visuales en los Premios Óscar de 2012, pero perdió frente a Hugo.

## Argumento
En 2020, los boxeadores humanos son reemplazados por robots. Charlie Kenton  un exboxeador, es propietario de Ambush un robot de pelea pero lo pierde en una pelea arreglada contra un toro perteneciente al promotor y propietario de carnaval, Ricky , que ve a Charlie como una broma, en parte debido a que venció a Charlie la última vez que compitieron en el ring. Después  de haber apostado que Ambush ganaría, Charlie ahora tiene una deuda con Ricky.
Después de la pelea, Charlie se entera de que su exnovia murió y tiene que asistir a una audiencia para decidir el futuro de su hijo, Max .
Allí, la tía de Max, Debra  y su marido rico, Marvin solicitan la custodia total de max que Charlie concede por $100.000; la mitad de antemano, a condición de que Charlie conserve a Max durante el verano de todos los años . Entonces, Charlie y Max, y (Bailey Tallet  la hija del exentrenador de boxeo de Charlie), adquieren el famoso «Noisy Boy» y organizan una pelea, pero es destruido por «Midas». En un intento de recoger partes para un nuevo robot de un depósito de chatarra, Max descubre a «Atom», un robot de combate obsoleto pero intacto diseñado para resistir daños severos, y capaz de reflejar el movimiento de su manejador.
A instancias de Max, Charlie enfrenta a Atom contra «Metro», a quien Atom supera. Max convence a Charlie de controlar a Atom, lo que resulta en una serie de victorias y que culmina con la derrota del campeón nacional, «Twin Cities». Eufórico por su éxito, Max desafía al campeón mundial, «Zeus». Zeus es propiedad de Farra Lemkova (Olga Fonda). Después de la pelea, Ricky y sus dos secuaces atacan y roban a Charlie de sus ganancias, lo que le impulsa a devolver a Max a Debra. Persuadido por Bailey, Charlie organiza el desafío ofrecido por Max y convence a Debra de permitir a Max presenciar la pelea. Ricky apuesta $100.000 a que Atom no va a durar la primera ronda contra Zeus, pero pierde y es acorralado por los corredores de apuestas de la lucha. En la penúltima ronda, los controles vocales de Atom se dañan, por lo cual Charlie guía al robot a través de su movimiento para debilitar y abrumar a Zeus, pero es incapaz de ganar en el tiempo asignado. Zeus es declarado ganador por número de golpes infligidos pero la casi derrota deja al equipo de Zeus humillado, y Atom es apodado el «campeón del pueblo».

## Robots luchadores
- Atom: Es el robot protagonista. Es pequeño y en un principio se había creado para ser usado de sparring (encajar golpes). Aun así los protagonistas consiguen hacer de él un buen peleador empleando los diferentes trucos que esconde el robot. Tanto así que llegan a desafiar al campeón de la WRB, Zeus, con el que acaban perdiendo por decisión de los jueces.

- Zeus: Campeón de la WRB, la máxima competición de robots boxeadores. Es enorme, totalmente negro y dispone de la última tecnología. Aun así, acabará sufriendo mucho para ganar a Atom en la batalla final.

- Twin Cities: Es un robot campeón nacional de la WRB. Es conocido como "el tirano de dos cabezas" y es un robot escarlata de doble cabeza y brazos largos. Termina siendo retado por Max para que pelee con Atom y es derrotado por el mismo.

- Noisy Boy: Un robot antes campeón de WRB. Solo cuenta con una derrota contra Rubicon en 2016. Es vendido al protagonista con la intención de volver a la élite, pero en la primera batalla, batiéndose contra Midas, pierde vergonzosamente perdiendo un brazo y la cabeza, quedando inservible. A lo largo de la película es reparado pero no se llega a volver a ver en pantalla.

- Midas: Es conocido por ser uno de los robots más fuertes, aunque solo pelea en batallas extraoficiales y por diversión y dinero. Es de color dorado con partes rosadas, lleva guantes, botas y la cresta de la cabeza de color rojo. Se ve desgastado de las peleas y está inspirado en el rey Midas.

## Reparto
- Hugh Jackman como Charles «Charlie» Kenton.
- Dakota Goyo como Max Kenton.
- Evangeline Lilly como Bailey Tallet.
- Anthony Mackie como Finn.
- Olga Fonda como Farra Lemkova.
- Karl Yune como Tak Mashido.
- Kevin Durand como Ricky.
- Hope Davis como Debra.
- James Rebhorn como Marvin.
- John Gatins como Kingpin.

## Producción

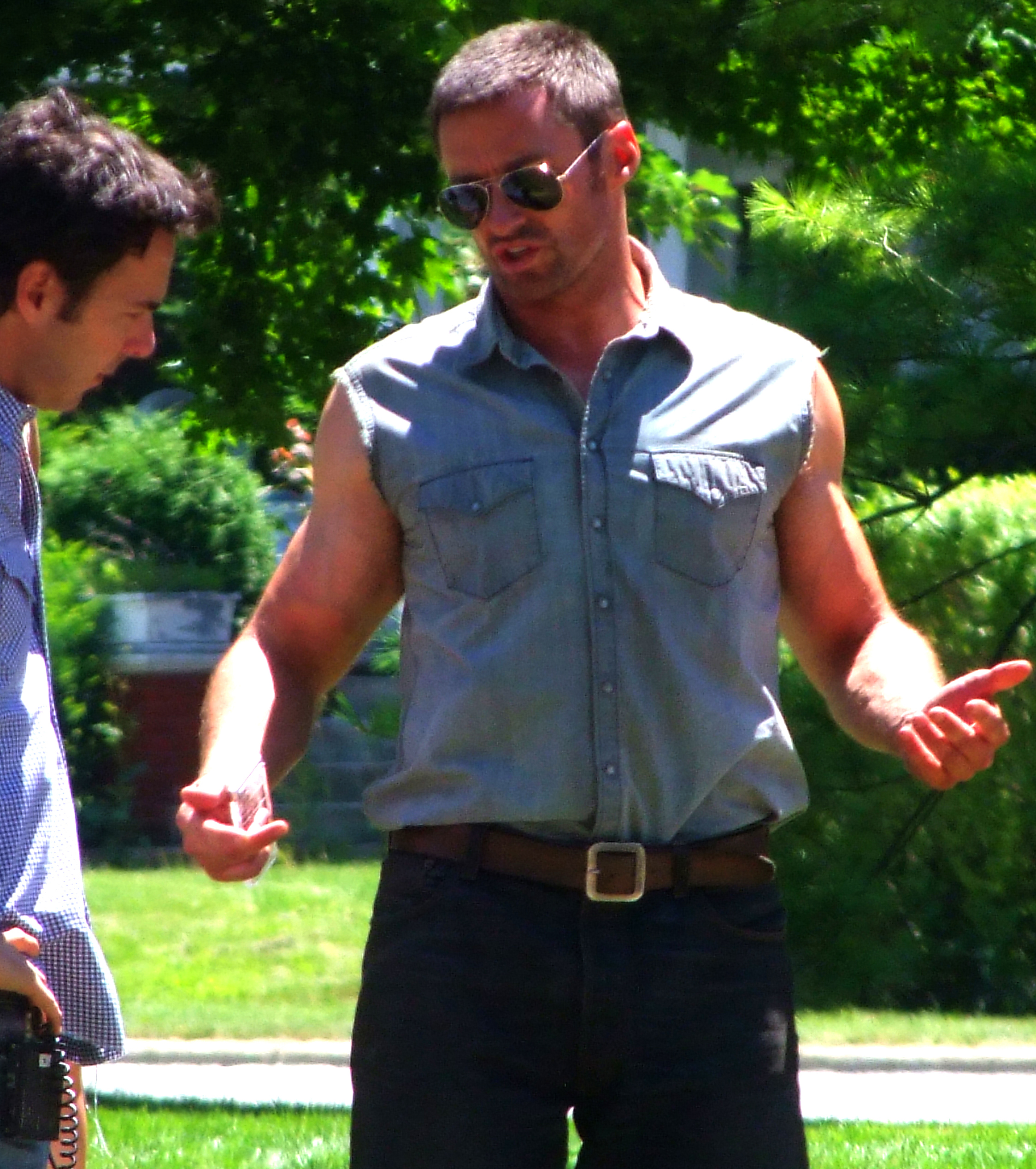
El director Levy en el set con Jackman en julio de 2010.

La película fue producida por DreamWorks Pictures, Reliance Entertainment, 21 Laps Entertainment, y Montford/Murphy Productions. El guion original fue escrito por Dan Gilroy y fue comprado por DreamWorks por $850.000 en 2003 o 2005 (fuentes difieren). El proyecto fue uno de los 17 que DreamWorks tomó de Paramount Pictures cuando se separaron en 2008. El director Peter Berg expresó su interés en el proyecto a mediados de 2009, pero no fue más allá. Levy se unió al proyecto en septiembre de 2009, y Jackman fue elegido para el papel protagonista en noviembre por una tarifa de 9 millones de dólares. En el mismo mes, Steven Spielberg y Stacey Snider en DreamWorks aprobaron el proyecto. Les Bohem y Jeremy Leven habían trabajado en el guion de Gilroy, pero en 2009 John Gatins estaba trabajando en un nuevo borrador. Cuando Levy se unió al proyecto, trabajó con Gatins en revisar el guion, pasando un total de seis semanas afinando el guion. La compañía de publicidad FIVE33 hizo una «biblia» de doscientas páginas sobre boxeo robot. Levy dijo que fue invitado por Spielberg y Snider mientras terminaba Date Night, y mientras que el director consideró inicialmente que Real Steel tenía «una loca premisa», aceptó después de leer el guion y tener la sensación que podría ser «un drama deportivo realmente humanista».
Real Steel tuvo un presupuesto de producción de $110 millones. Levy decidió ambientar la película en ferias estatales y otros lugares de estilo americano «pasados de moda» que exudaran nostalgia y crearan un tono cálido de la historia de padre e hijo de la película. También hubo un intento por el paisaje de mezclar tecnología nueva y vieja. La filmación comenzó en junio de 2010, y terminó el 15 de octubre de 2010. Como ubicaciones se incluyeron las áreas alrededor de Detroit, Míchigan, y a través del estado, incluyendo el Renaissance Center, el Cobo Center, la sede del Departamento de Bomberos de Detroit, el Centro Industrial Russell, el tribunal del condado de Ingham en Mason, Míchigan, el Leslie Michigan Railroad Depot, el antiguo zoológico de Belle Isle, y la Highland Park Ford Plant.
Jason Matthews de Legacy Effects, sucesor de Stan Winston Studios, fue contratado para convertir los diseños de robots del diseñador de producción Tom Meyer en accesorios animatrónicos prácticos. Dijo: «Tenemos en total 26 robots y medio que se hicieron para esta película. Todos ellos tienen controles de cuello hidráulicos. Atom tiene manos controladas por radio también». De acuerdo con Jackman, el productor ejecutivo Spielberg le «dijo en realidad a Shawn, “Usted realmente debe tener elementos reales donde se puede” ... Básicamente si no están caminando o peleando, eso es un robot real». Levy agregó que Spielberg dio el ejemplo de Parque Jurásico, donde los dinosaurios animatrónicos de Winston «consiguieron un mejor desempeño de los actores, ya que estaban viendo algo real, y le dio al equipo de efectos visuales una idea de lo que se vería así». Como Real Steel no estaba basada en un juguete, Meyer dijo que «no había ninguna directriz» para los robots, y cada uno fue diseñado desde cero, con un intento de poner «diferente personalidad y estética», según Levy. En el caso de Atom, se trató de tener un diseño más humanizado de ser un «hombre de la calle» que pueda atraer la simpatía de la audiencia y servir como un proxy para el espectador, con una máscara de esgrima que Meyer explicó sirvió para mostrar que «su identidad estaba un poco escondida, por lo que tienes que trabajar más para llegar a verlo». El productor ejecutivo Robert Zemeckis añade que la máscara «se convirtió en una pantalla para que podamos proyectar lo que queremos en la cara de Atom». Daño fue añadido a la decoración de los robots para mostrar cómo fueron máquinas desgastadas por intensas batallas.
Para las escenas en que los robots generados por ordenador pelean, se utilizó tecnología de captura de movimiento desarrollada para la película Avatar. Como Levy describió el proceso, «Tu no sólo capturas los combates de luchadores humanos vivos, pero también eres capaz de tomar eso y verlo convertido a robots [CGI] en una pantalla de forma instantánea. Simulcam pone los robots en el ring en tiempo real, por lo que estás operando tus tomas en la lucha, mientras que hace tres, incluso cuatro años antes, estabas acostumbrado en trabajar en los marcos vacíos, simplemente adivinando a qué cosas se iba a parecer». El famoso boxeador Sugar Ray Leonard fue asesor para estas escenas y le dio clases de boxeo a Jackman para que sus movimientos fueran más naturales.

## Lanzamiento
Real Steel tuvo su estreno mundial el 6 de septiembre de 2011, en París, en el Le Grand Rex. La película tuvo su estreno en los Estados Unidos el 2 de octubre de 2011, en Los Ángeles en el Anfiteatro Gibson. Fue comercialmente lanzada en Australia el 6 de octubre de 2011, seguido por los Estados Unidos y Canadá, el 7 de octubre de 2011. Para el estreno en Estados Unidos, estaba programada originalmente para ser lanzada el 18 de noviembre de 2011, pero el estreno fue adelantado para evitar competencia con The Twilight Saga: Breaking Dawn - Part 1. La película se estrenó en 3440 salas de cine en los Estados Unidos y Canadá, incluyendo 270 proyecciones IMAX. Hubo también más de 100 proyecciones IMAX en territorios fuera de Estados Unidos y Canadá, con 62 de ellas siendo el 7 de octubre.

### Comercialización
DreamWorks estrenó el primer tráiler de Real Steel en diciembre de 2010, junto a Tron: Legacy. En mayo de 2011, DreamWorks dio a conocer un segundo tráiler. Mientras que la película cuenta con robots de boxeo, Levy dijo que quería mostrar en el tráiler «el drama padre-hijo, la emoción de ella». Dijo: «Somos en gran medida una película de robo-boxeo, pero eso es una pieza de un espectro más amplio». Además de los tráileres de marketing y carteles, DreamWorks alistó a la empresa de publicidad británica Five33 para construir grandes pantallas físicas representativas de la película como lo había hecho por Pirates of the Caribbean: On Stranger Tides. El estudio también colaboró con Virgin America para nombrar uno de sus Airbus A320 en honor a la película, y uno de los robots de la película es representado en su fuselaje. El 19 de septiembre, Jackman apareció en el programa de entretenimiento deportivo semanal WWE Raw para promocionar la película. Además de Jackman haciendo una aparición en el programa, WWE designó a la canción de The Crystal Method «Make Some Noise» de la banda sonora de la película como el tema oficial para su PPV Vengeance.
Jakks Pacific lanzó una línea de juguetes de figuras de acción basados en Atom, Zeus, Noisy Boy, Midas y Twin Cities. La compañía también lanzó un set infantil de juego de lucha con los robots en un ring. ThreeA lanzó una línea de alta gama de figuras a escala, adaptadas por el artista australiano Ashley Wood, basadas en Ambush, Atom, Midas y Noisy Boy.
Jump Games lanzó un videojuego de lucha basado en la película para dispositivos Android y iOS, y Yuke's hizo un juego para PS3 y Xbox 360.

### Lanzamiento en DVD y Blu-ray
La película fue lanzada en DVD, Blu-ray, y descarga digital tanto de alta definición como en definición estándar el 24 de enero de 2012, de Touchstone Home Entertainment. El material adicional incluye Disney Second Screen; escenas eliminadas y extendidas con introducciones del director Levy; y un perfil de consultor de la película Sugar Ray Leonard.

## Recepción

### Taquilla
Real Steel recaudó $85.468.508 en América del Norte, y $213.8 millones en otros territorios, para un total mundial de $299.268.508. Tuvo una apertura mundial de $49.4 millones. En América del Norte encabezó la taquilla con $8.5 millones en su día de apertura y $ 27.3 millones en total en su primer fin de semana, reclamando el primer lugar, por delante del otro nuevo lanzamiento a nivel nacional (The Ides of March) y todos los vestigios. Logró debuts en primer lugar en 11 países, entre ellos la Australia natal de Hugh Jackman ($4.2 millones). 

### Respuesta crítica
Real Steel recibió comentarios mixtos a positivos de los críticos. El sitio web de agregación de reseñas críticas Rotten Tomatoes le da una calificación de 60 % basado en opiniones de 211 críticos, con un promedio de calificación de 5.9 sobre 10. El consenso de la página web es: «A pesar de la premisa tonta, se trata de una película de Hollywood bien hecha: acción emocionante y excitante con suficiente caracterización». Metacritic, que asigna una puntuación promedio ponderado de 100 a los comentarios de la prensa, da a la película una puntuación de calificación de 56, basada en 34 opiniones. El público encuestado por CinemaScore durante la apertura de fin de semana dio a la película una calificación de A, en una escala de A+ a F.
Roger Ebert del Chicago Sun-Times calificó la película con tres de cuatro estrellas, diciendo, «Real Steel es una película de verdad. Tiene personajes, realmente importa quiénes son, tiene sentido de su acción, tiene una trama convincente. A veces vas al cine con bajas expectativas y es una grata sorpresa». Lisa Schwarzbaum de Entertainment Weekly dio a la película una A-, diciendo que el director Levy «hace un buen uso de su habilidad especializada en la mezcla de personas y cosas imaginarias creadas por computadora en una animada historia, emocionalmente satisfactorio».
Por el contrario, Claudia Puig de USA Today dijo que: «Aunque la premisa de robots que luchan parece una extensión plausible y fascinante del mundo de la WWE contemporáneo, Real Steel se ve obstaculizada por momentos pesados, de cliché en el que un niño testarudo enseña su padre pueril una valiosa lección». James White, de la revista británica Empire dio a la película 3 de 5 estrellas, diciendo: «¿Rocky con robots? No está exactamente en la clase de peso de Balboa, pero Real Steel al menos tiene un poco de peso. Hay apenas un latido de historia entre las palizas que no vas a esperar, y en ocasiones la sacarina se interpone en el camino del espectáculo, pero en general este es un entretenimiento familiar agradable».

## Banda sonora
La banda sonora de Real Steel consta de 14 temas de artistas como Tom Morello, Eminem, Royce da 5'9" (Bad Meets Evil), Yelawolf, 50 Cent, Limp Bizkit y Foo Fighters. Levy, un fan de The Crystal Method, invitó a ese dúo para contribuir a la banda sonora; ellos grabaron dos canciones nuevas para ella después de ver un primer corte de la película.
| Real Steel - Music From The Motion Picture |                                    |                     |          |  |
| N.º                                        | Título                             | Música              | Duración |  |
| 1.                                         | «Fast Lane»                        | Bad Meets Evil      | 4:12     |  |
| 2.                                         | «Here's A Little Something For Ya» | Beastie Boys        | 3:09     |  |
| 3.                                         | «Miss The Misery»                  | Foo Fighters        | 4:32     |  |
| 4.                                         | «The Enforcer»                     | 50 Cent             | 3:25     |  |
| 5.                                         | «Make Some Noise (Put 'em Up)»     | The Crystal Method  | 3:27     |  |
| 6.                                         | «'Till I Collapse»                 | Eminem              | 4:59     |  |
| 7.                                         | «One Man Army»                     | The Prodigy         | 4:15     |  |
| 8.                                         | «Give It A Go»                     | Timbaland, Veronica | 4:20     |  |
| 9.                                         | «The Midas Touch»                  | Tom Morello         | 3:28     |  |
| 10.                                        | «Why Try»                          | Limp Bizkit         | 2:53     |  |
| 11.                                        | «Torture»                          | Rival Sons          | 3:37     |  |
| 12.                                        | «All My Days»                      | Alexi Murdoch       | 4:56     |  |
| 13.                                        | «Kenton»                           | Danny Elfman        | 1:40     |  |
| 14.                                        | «Nine Thou (Superstar Remix)»      | Styles of Beyond    | 3:48     |  |
| 0:52:01                                    |                                    |                     |          |  |

El álbum de partituras se compone de 19 temas compuestos por Danny Elfman; lanzado el 1 de noviembre de 2011, en los Estados Unidos. Levy consideró a Elfman como uno de los pocos compositores que podría hacer una partitura similar a la de la franquicia Rocky, alternando música y canciones ambientales basada en la guitarra con una orquesta completa.

Toda la música compuesta por Danny Elfman. 
| Real Steel |                                         |          |  |
| N.º        | Título                                  | Duración |  |
| 1.         | «Charlie Trains Atom»                   | 1:59     |  |
| 2.         | «On The Move»                           | 2:39     |  |
| 3.         | «Into The Zoo»                          | 1:02     |  |
| 4.         | «Why We're Here (feat. vocales de Poe)» | 0:55     |  |
| 5.         | «Meet Atom»                             | 3:17     |  |
| 6.         | «It's Your Choice»                      | 1:28     |  |
| 7.         | «Safe With Me»                          | 2:57     |  |
| 8.         | «Atom Versus Twin Cities»               | 3:12     |  |
| 9.         | «...For A Kiss»                         | 0:56     |  |
| 10.        | «Get In The Truck»                      | 1:12     |  |
| 11.        | «Bonding»                               | 2:01     |  |
| 12.        | «Twin Cities' Intro»                    | 1:20     |  |
| 13.        | «Parkway Motel (feat. vocales de Poe)»  | 1:47     |  |
| 14.        | «This Is A Brawl»                       | 1:48     |  |
| 15.        | «You Deserve Better»                    | 4:02     |  |
| 16.        | «Into The Ring»                         | 1:12     |  |
| 17.        | «Taking A Beating»                      | 1:33     |  |
| 18.        | «Final Round»                           | 6:53     |  |
| 19.        | «People's Champion»                     | 2:06     |  |
| 0:42:19    |                                         |          |  |

## Futuro
Secuela
En abril de 2011, DreamWorks anunció que estaba desarrollando una secuela, y que John Gatins, quien escribió el guion de la primera película, fue contratado para la escritura de la segunda. Touchstone Pictures, que distribuyó la primera, la coproducirá y cofinanciará, con DreamWorks, y distribuirá la película. El director Shawn Levy dijo en septiembre de 2011 que una secuela dependía del éxito de la primera película y que también la dirigiría. Los actores clave (Jackman, Lilly y Goyo) repetirían sus papeles si el estudio procede con una secuela, aunque el programa de producción tendría que coincidir con el horario lleno de Jackman.
Serie derivada
En enero de 2022, Disney anunció que está desarrollando una serie basada en la película para Disney+ y tendrá al director de la película, Shawn Levy como productor.